# Odiellus lendlei
Odiellus lendlei is een hooiwagen uit de familie echte hooiwagens (Phalangiidae).